# Elimäen kirkonkylä
Elimäen kirkonkylä est un quartier d'Elimäki à Kouvola en Finlande ..

## Description
Le quartier est l'ancien centre-ville de la municipalité d'Elimäki.
Il situé sur la rive sud du lac Elimäenjärvi. à 25 kilomètres du centre-ville de Kouvola en direction d'Helsinki, à environ deux kilomètres au sud de la  route nationale 6.
Elimäen kirkonkylä est bordé au nord-ouest par la commune d'Iitti et les villages de Koliseva et Taasia, et à l'ouest par la commune de Lapinjärvi et les villages de Kimonkylä et Pukaro.
Le quartier abrite, entre-autres, l'église d'Elimäki, le manoir de Peipola, le manoir de Moisio, les écoles d'Elimäki et le centre sportif d'Elimäki.
Ses services commerciaux comprennent un bureau de poste, une pharmacie, un magasin d'appareils électroménagers, un magasin de vêtements, un S-market et des services bancaires.
Les quartiers voisins sont Etelä-Elimäki et Villikkala.

## Protection
Le Museovirasto à classé Elimäen kirkonkylä parmi les sites culturels construits d'intérêt national en Finlande.

## Distances
- Kouvola centre 27 km
- Lapinjärvi 21 km
- Kotka 52 km
- Porvoo 65 km
- Helsinki 116 km

## Galerie

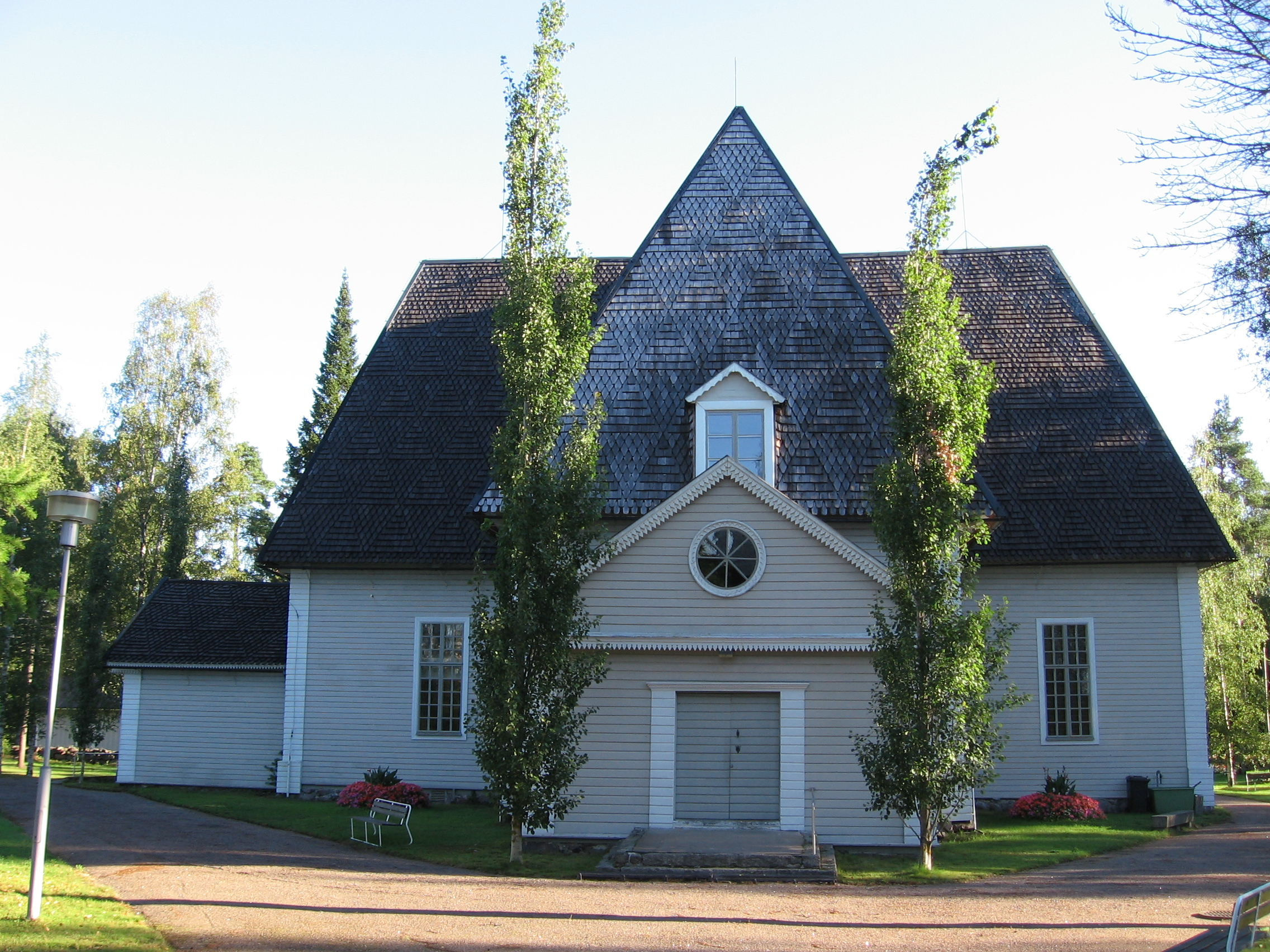
Église d'Elimäki
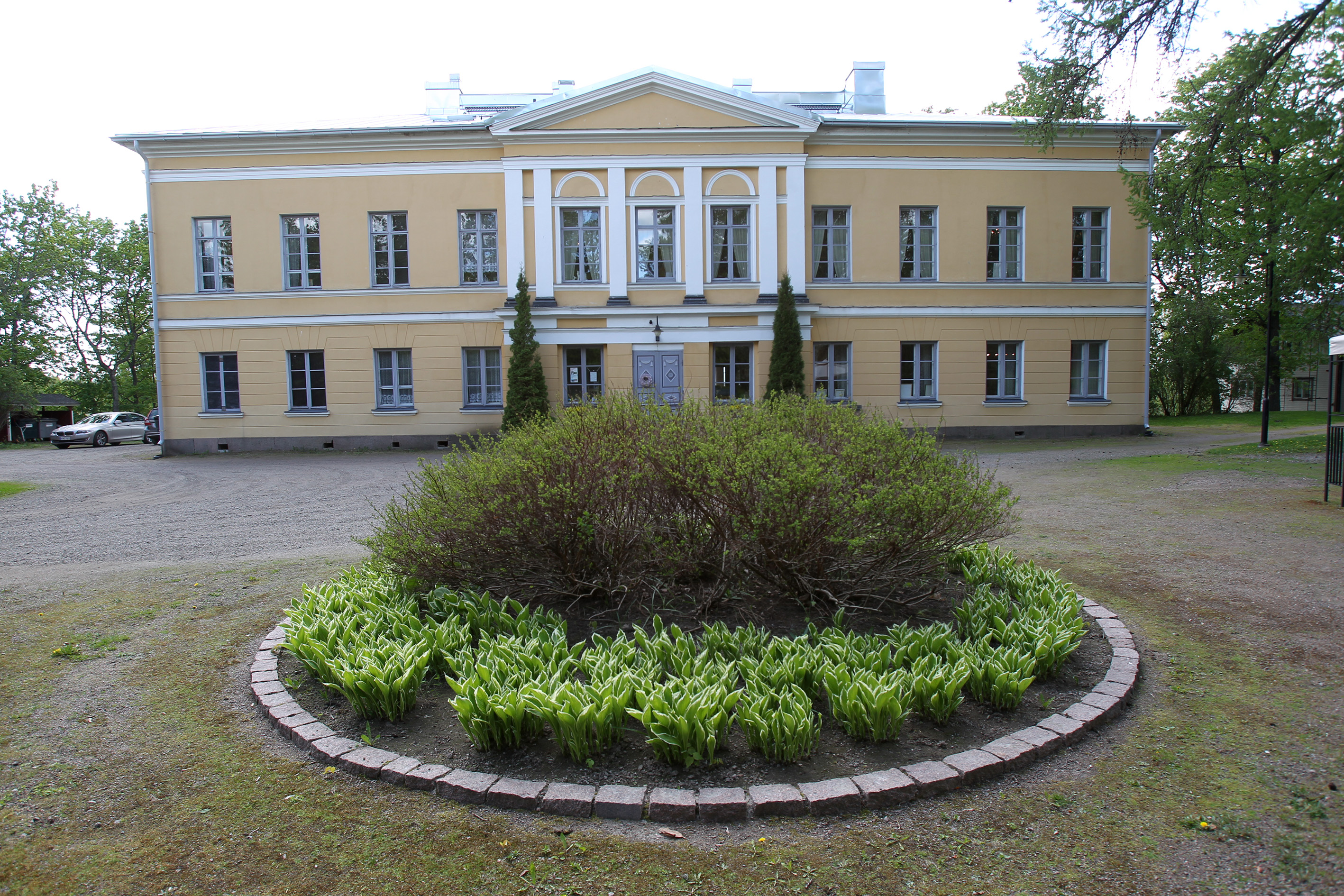
Manoir de Moisio.